# Manhay History 44 Museum

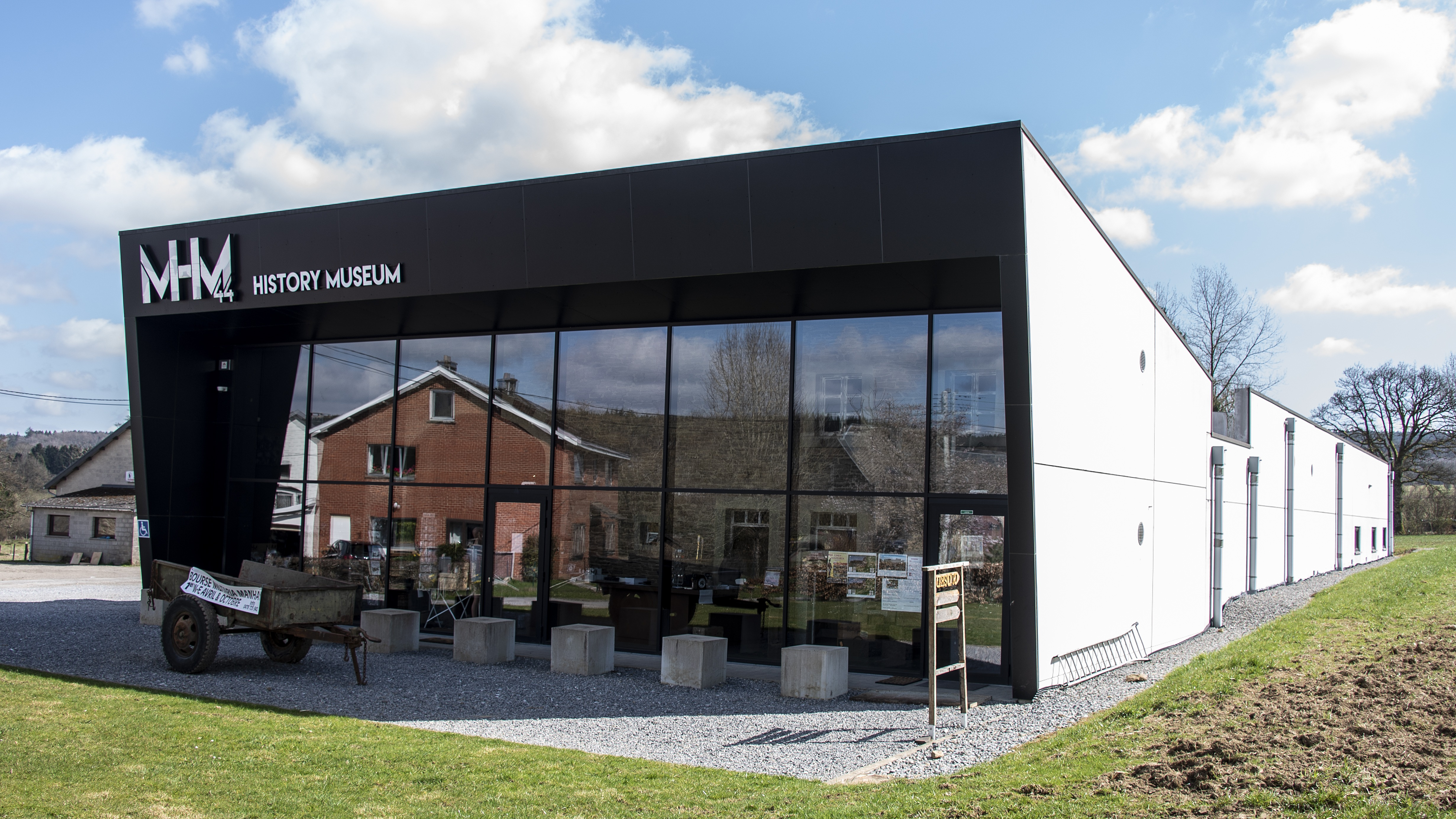
Manhay History 44 Museum

Het Manhay History 44 Museum is een museum in de Belgische deelgemeente Grandmenil in de provincie Luxemburg. Het museum houdt de herinnering levendig aan het Ardennenoffensief in het algemeen en de gevechten die in en rond Grandmenil plaatsvonden. Tegenover het museum ligt een tankmonument.

## Collectie
Diorama's tonen Amerikaans en Duits wapentuig en hun bedieners. Hierin worden de gevechten geëvoceerd die in december 1944 en januari 1945 zoveel slachtoffers en vernieling veroorzaakten. Het museum organiseert ook een geldinzameling om de Panzerkampfwagen V Panther van het tankmonument te restaureren.

## Galerij

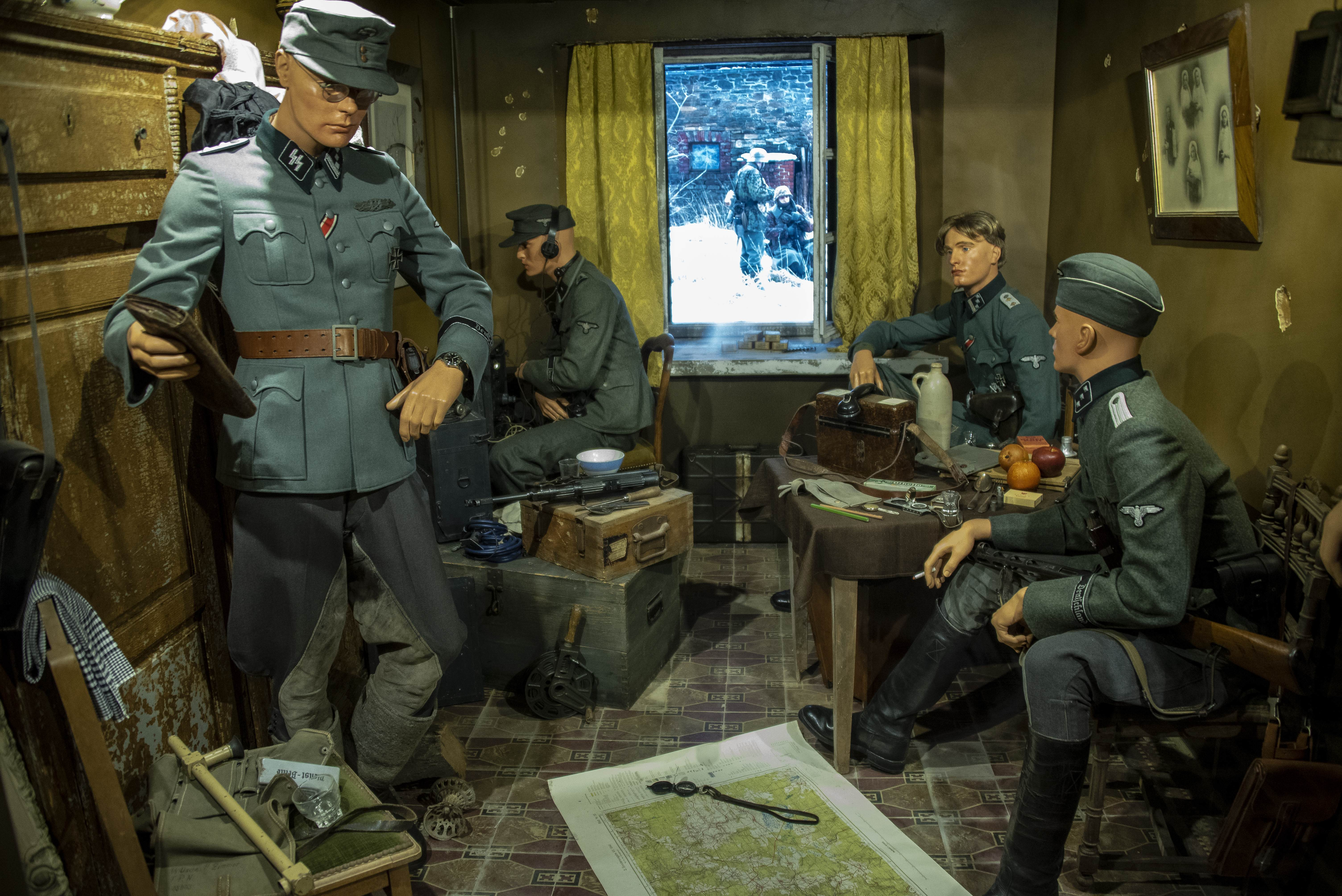
Diorama met evocatie van het hoofdkwartier 2. SS-Panzer-Division Das Reich
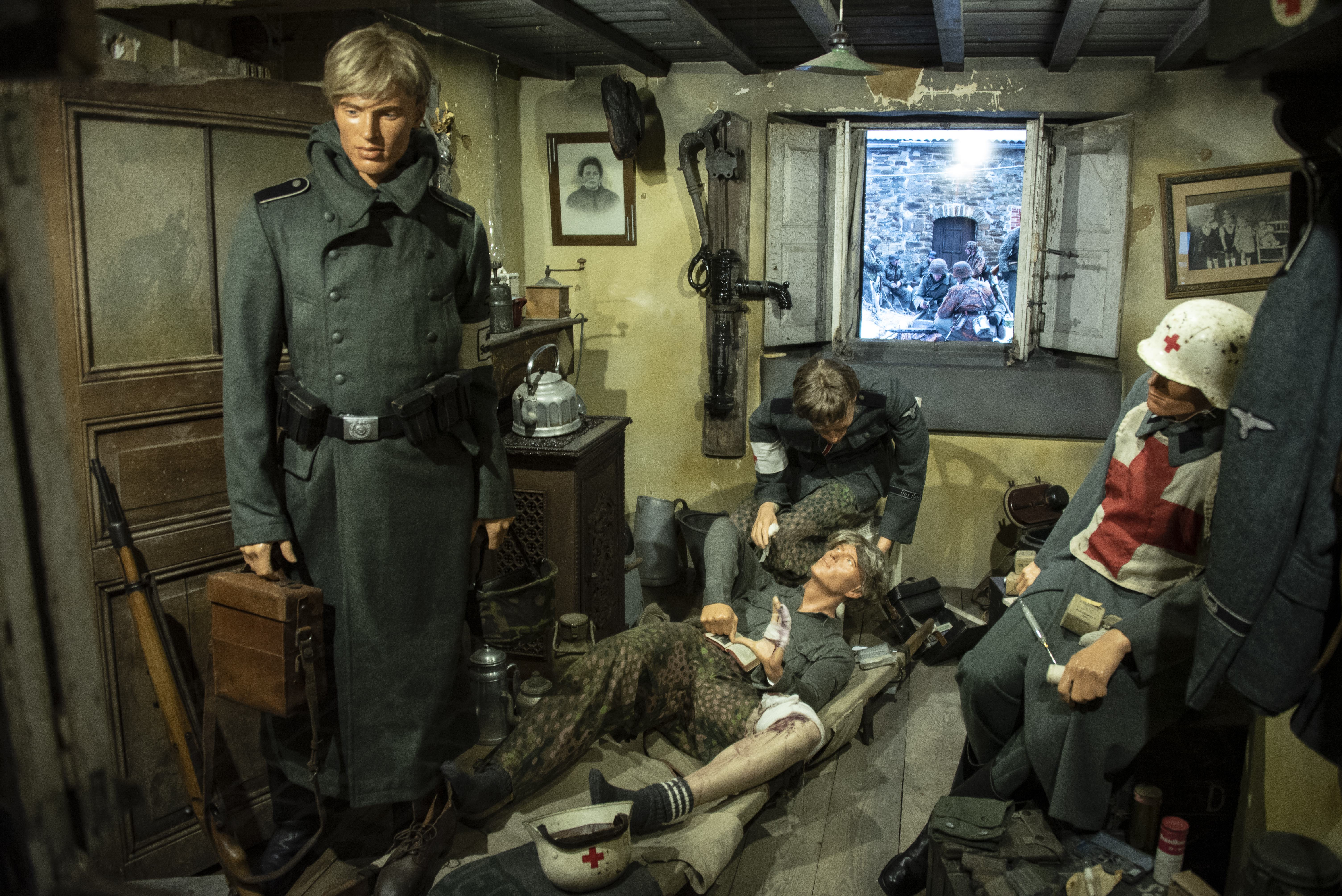
Duitse verbandspost
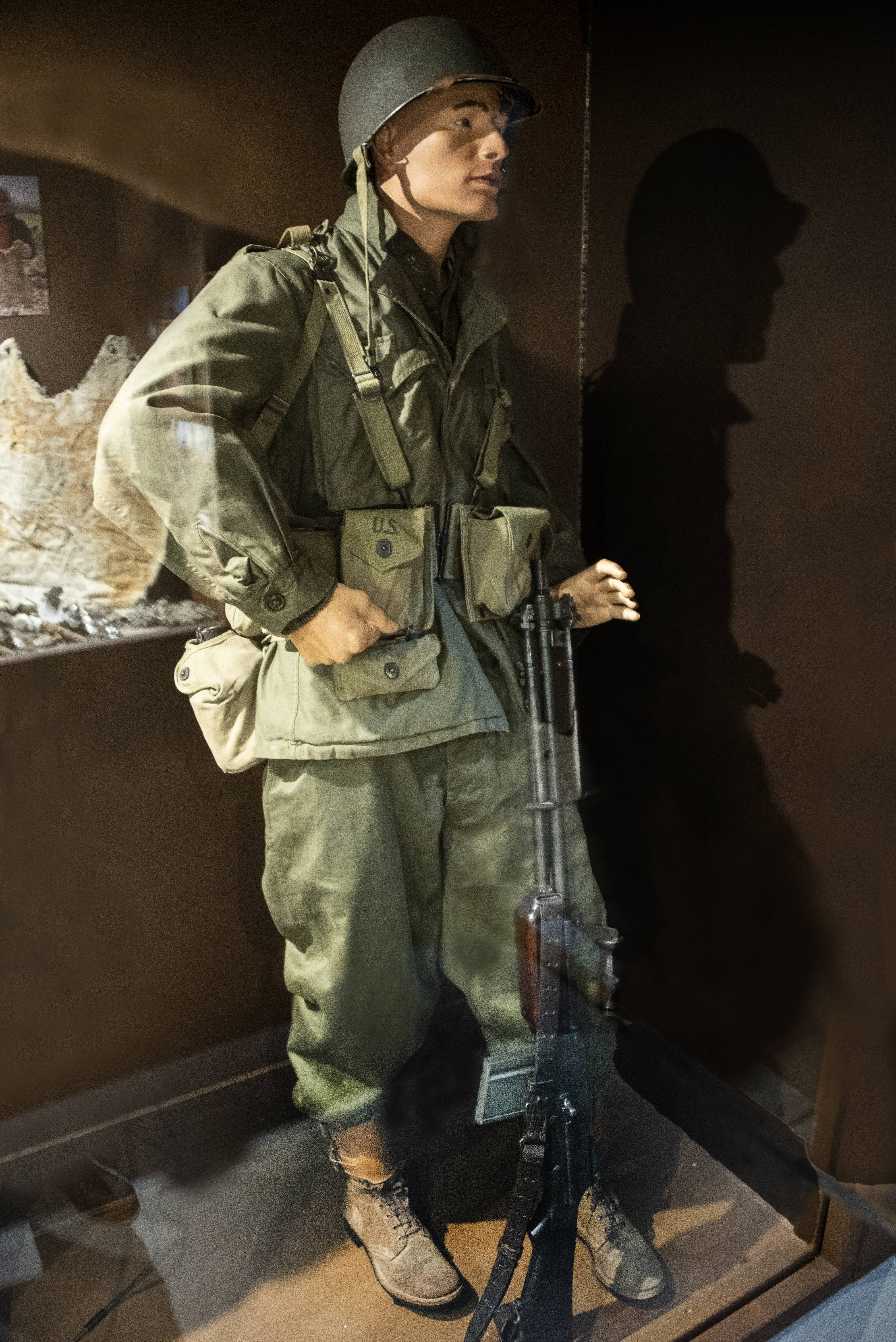
Amerikaanse soldaat met BAR
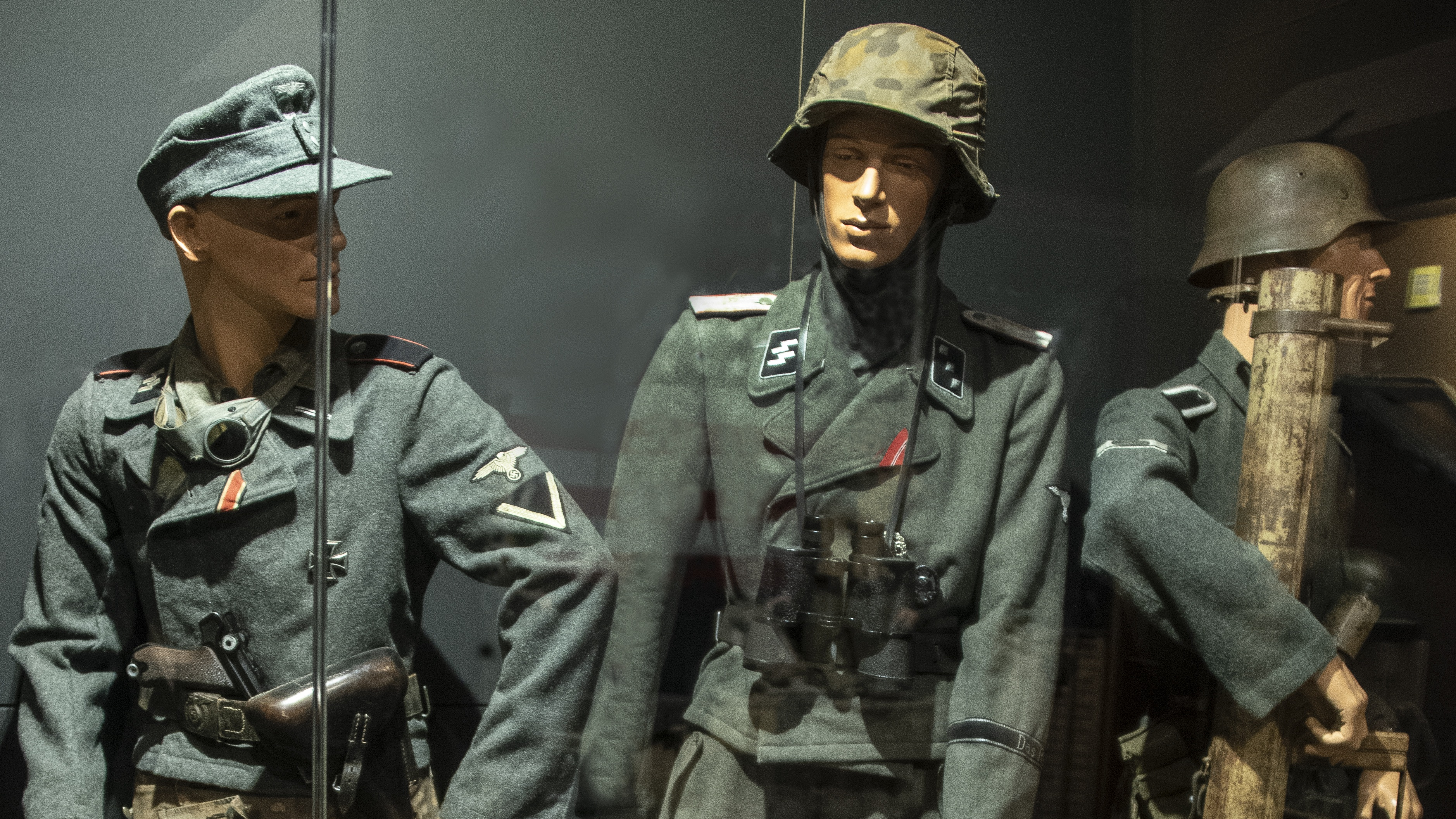
SS-soldaten
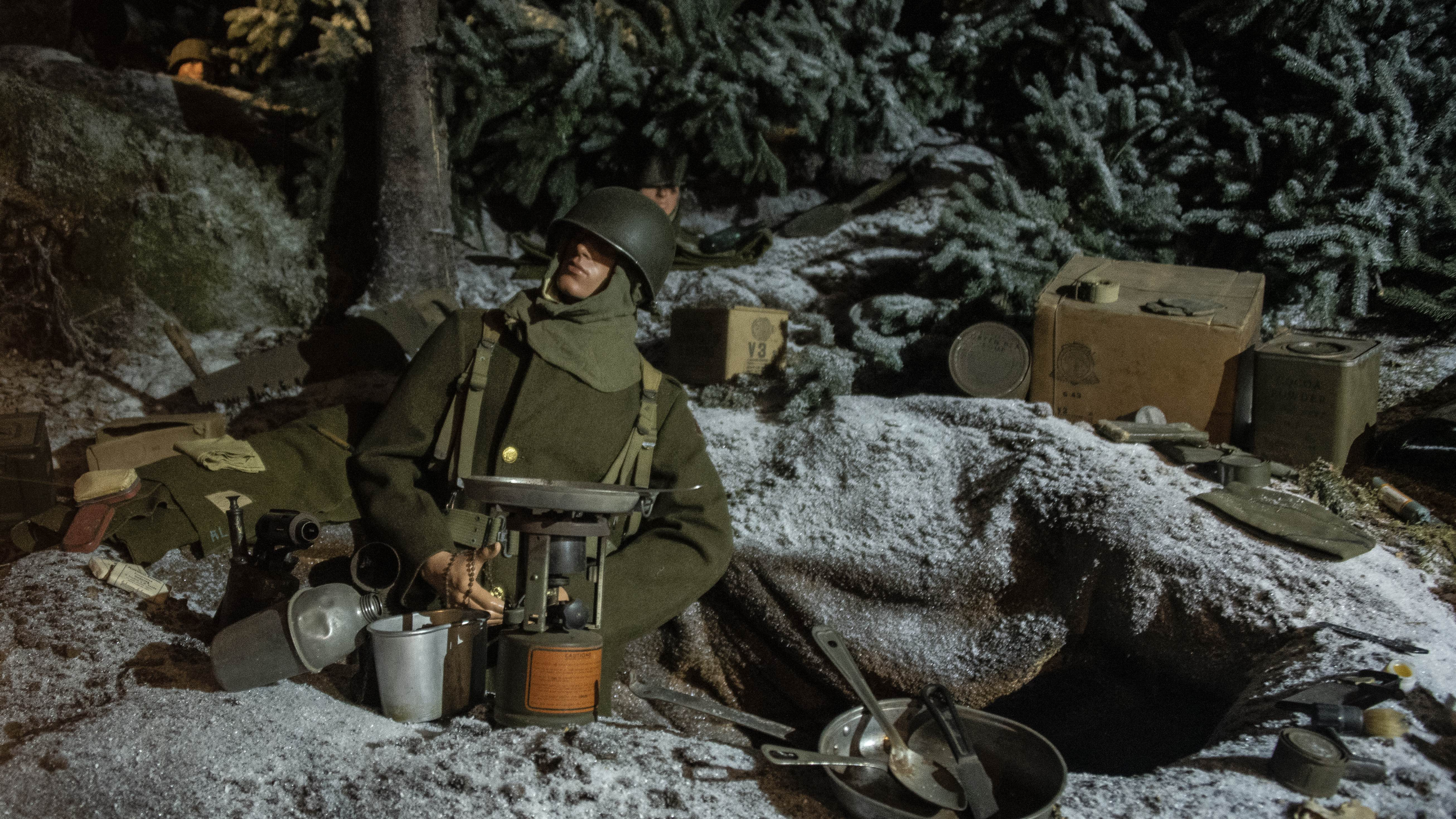
Mangat met Amerikaanse soldaat